# Josef Frank (Eishockeyspieler)
Josef „Beppo“ Frank (* 2. August 1984 in Bad Tölz) ist ein deutscher Eishockeyspieler, der zuletzt für den EC Bad Tölz in der DEL2 spielte.

## Karriere
Josef Frank begann seine Karriere im Nachwuchs des EC Bad Tölz, von dem er 2000 nach Mannheim wechselte. Dort spielte er 2000/01 bei den Jungadler Mannheim in der Deutschen Nachwuchsliga und zugleich in der Regionalliga Süd. Im Sommer 2001 wechselte der Verteidiger zum SC Riessersee, für den er ebenfalls in der Deutschen Nachwuchsliga zum Einsatz kam. Im darauffolgenden Sommer wechselte er zurück nach Bad Tölz, wo er 2002/03 und 2003/04 in der Juniorenmannschaft des EC und zugleich bei den Senioren in der 2. Bundesliga zum Einsatz kam.
In der Saison 2004/05 spielte Frank erstmals ausschließlich in der Seniorenmannschaft der Tölzer Löwen. Im Sommer 2005 wechselte der Abwehrspieler nach Garmisch-Partenkirchen zum SC Riessersee in die Oberliga. In der Saison 2006/07 bekam der Bayer von den Nürnberg Ice Tigers zusätzlich zu seiner Spielberechtigung für die Oberliga eine DEL-Förderlizenz, mit der er in der höchsten deutschen Profiliga zu den ersten Einsätzen kam. Auch in der Spielzeit 2007/08 stand er für die Ice Tigers sowie für die Mannschaft des SC Riessersee in der 2. Bundesliga auf dem Eis.
Im Sommer 2010 gab der Verteidiger seinen Wechsel zu den Starbulls Rosenheim bekannt, die in die 2. Bundesliga aufgestiegen waren. Mit den Starbulls gewann er den DEB-Pokal und konnte in den Playoffs bis ins Halbfinale vorstoßen. In diesen schieden die Starbulls gegen den Vorrundensieger Ravensburg Towerstars aus.
Bis 2016 spielte er für die Starbulls, ehe er zum EC Bad Tölz zurückkehrte.

## Karrierestatistik
(Legende zur Spielerstatistik: Sp oder GP = absolvierte Spiele; T oder G = erzielte Tore; V oder A = erzielte Assists; Pkt oder Pts = erzielte Scorerpunkte; SM oder PIM = erhaltene Strafminuten; +/− = Plus/Minus-Bilanz; PP = erzielte Überzahltore; SH = erzielte Unterzahltore; GW = erzielte Siegtore; 1 Play-downs/Relegation; Kursiv: Statistik nicht vollständig)